# Пештерска зорица
Пештерска зорица (лат. Anthocharis damone) врста је дневног лептира из породице белаца (лат. Pieridae).

## Опис врсте
Дужина предњег крила износи од 16-22mm. Распон крила износи од 30-35mm. Антене су одозго тамније смеђе до црне, док су одоздо беличасте. Глава и груди прекривени густим беличасто-жутим длачицама. Полни диморфизам је врло изражен. Мужјаци имају лимун-жуту боју крила са великом наранџастом мрљом при врху крила, која је ограничена мање или више израженим црним појасевима. Женке имају бела крила са тамнијом мрљом при врху предњег крила са горње стране. Доња страна задњег крила је увек жућкаста са тамнијом карактеристичном шаром.

## Животни циклус
Женка полаже јајашца на листове или лисне дршке биљке Isatis tinctoria (у народу познате као Сињ). Након неколико дана из јајашцета се излеже млада гусеница. Гусеница се храни листовима биљке и пресвлачи се неколико пута. Након што довољно одрасте, гусеница се улутка. Презимљава у стадијуму лутке. На пролеће, након што презиме, одрасле јединке излазе из лутке. Период летења траје већ од почетка марта до почетка јуна.

## Распрострањеност и станиште

### Распрострањеност
Ова врста насељава југ Апенинског полуострва, Сицилију, Балканско полуострво (Грчка, Македонија, Србија, Европски део Турске), Малу Азију, Иран, Сирију, Либан, јужно Закавказје.

#### Распрострањеност у Србији
У Србији је ова врста откривена тек 2015. године. Пронађена је на крај пута, на сувим, каменитим стаништима која су пошумљена боровима. Локалитет се налази надомак села Тријебине у близини Сјенице, у подножју планине Гиљева.

### Станиште
Ова врста насељава сува станишта са ксерофилном вегетацијом.